# Gare de Magyarkeresztúr-Zsebeháza
La gare de Magyarkeresztúr-Zsebeháza (en hongrois : Magyarkeresztúr-Zsebeháza vasútállomás) est une halte ferroviaire hongroise, située à Zsebeháza.